# Bois dur
Pour les articles homonymes, voir Bois-Franc.

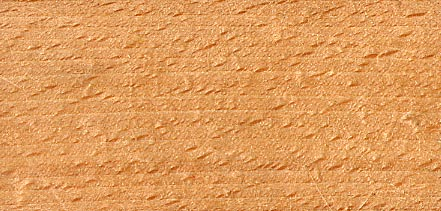
Le hêtre, ici Fagus sylvatica, est une essence typique à bois dur des zones tempérées.

Le bois dur (bois franc au Canada) désigne généralement le bois des feuillus (souvent à feuilles caduques, mais pas nécessairement, dans le cas des arbres tropicaux) ou des arbres angiospermes. Le bois dur se différencie du bois tendre, qui provient souvent de résineux ou d'arbres conifères. En général, le bois des feuillus possède une densité plus élevée que le bois des conifères, mais il existe en réalité des variations considérables quant à la dureté du bois dans les deux groupes, avec un important recouvrement ; certains bois d'angiospermes (comme le balsa) sont plus tendres que la plupart des bois de résineux, alors que l'if est un exemple de bois de résineux qui est particulièrement dur. Les bois durs poussent dans les régions subtropicales comme en Afrique ainsi qu'en d'autres régions telles qu'en Europe et en Asie. Ce qui différencie surtout le bois des feuillus du bois des résineux est la présence de pores, ou de vaisseaux.

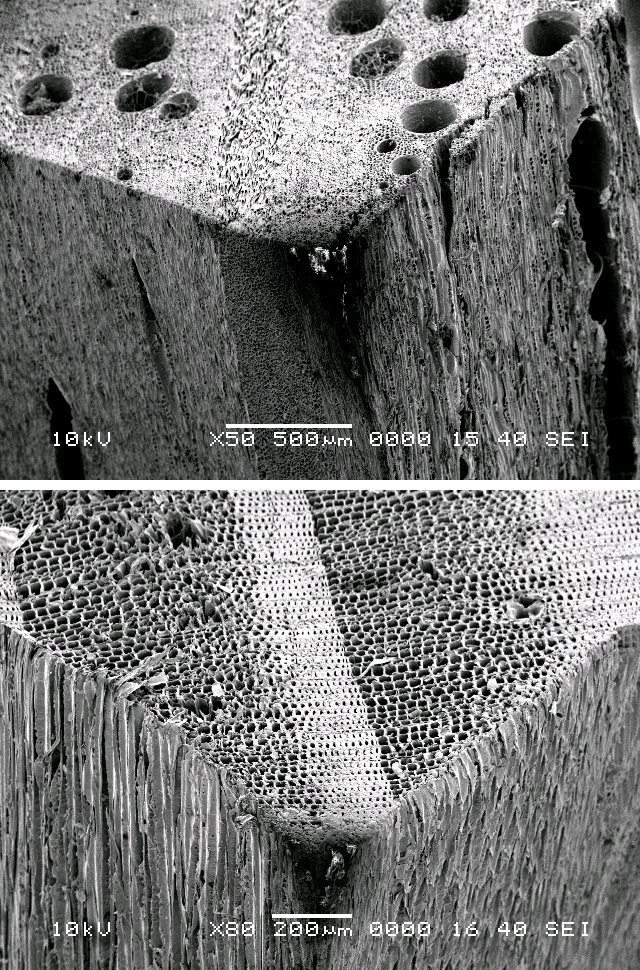
Images MEB montrant la présence de pores dans les arbres feuillus (chêne, en haut) et l'absence dans le bois de résineux (pin, en bas).

Les espèces de feuillus sont plus diversifiées que les résineux. Il existe cent fois plus d'espèces à bois de feuillus. Les vaisseaux diffèrent par la taille, par la forme des perforations (simple, scalariforme, réticulée, foraminée), et par la structure de la paroi cellulaire (c'est-à-dire épaississement en spirale).
Les bois durs sont employés dans une large gamme d'applications, dont la construction, la menuiserie, la parqueterie et les outils.